# Gustave Bastien
Gustave Charles Adolphe Bastien (Ghlin, 24 november 1858 – Bergen, 15 maart 1930) was een Belgisch volksvertegenwoordiger.

## Levensloop
Gustave Bastien was samen met zijn broers Arthur en Charles handelaar in fournituren en eigenaar van een fabriek die huishoudtextiel produceerde. 
In 1890 namen hij en zijn broers deel aan de stichting van een 'Cercle socialiste' in Bergen, die uiteindelijk opging in de Belgische Werkliedenpartij. Zijn succes in het zakenleven maakte van Gustave Bastien een belangrijke fondsenwerver voor de partij en de aan haar gelieerde pers. 
Van 1900 tot 1919 was Bastien provincieraadslid van Henegouwen, verkozen door het kanton Bergen. Nadat zijn broer in februari 1918 overleed, nam hij bij de wetgevende verkiezingen van november 1919 zijn plaats in op de socialistische lijst in het arrondissement Bergen en hij werd tot volksvertegenwoordiger verkozen. In de Kamer legde hij weinig activiteit aan de dag, waarvoor hij in de BWP-afdeling van het arrondissement Bergen fors bekritiseerd werd. Niettemin werd hij bij de verkiezingen van 1921 opnieuw op de lijst geplaatst, al raakte hij niet herkozen.